# IV. třída okresu Chomutov 2003/2004
V soubojích fotbalové IV. třídy okresu Chomutov 2003/2004, jedné ze skupin 10. nejvyšší fotbalové soutěže, se utkalo 8 týmů čtyřkolovým systémem podzim – jaro. Tento ročník skončil v červnu 2004. Následující sezónu se soutěž nehrála, všechny týmy byly zařezeny do III. třídy okresu Chomutov 2004/2005

## Výsledná tabulka
| Poř. | Tým                   | Z  | V  | R | P  | VG | OG | B  |
| ---- | --------------------- | -- | -- | - | -- | -- | -- | -- |
| 1.   | 1. FC Spořice „B“     | 28 | 20 | 5 | 3  | 77 | 27 | 65 |
| 2.   | FC Horní Ves Chomutov | 28 | 16 | 4 | 8  | 59 | 43 | 52 |
| 3.   | Sokol Výsluní         | 27 | 13 | 4 | 10 | 64 | 54 | 43 |
| 4.   | TJ Slovan Vejprty „B“ | 28 | 13 | 4 | 11 | 79 | 62 | 43 |
| 5.   | TJ Baník Vysoká Pec   | 28 | 11 | 4 | 12 | 51 | 48 | 40 |
| 6.   | SK Málkov „B“         | 28 | 8  | 6 | 14 | 62 | 83 | 30 |
| 7.   | TJ Jiskra Kovářská    | 27 | 9  | 1 | 17 | 43 | 66 | 28 |
| 8.   | FK Dynamit Kotvina    | 28 | 5  | 2 | 21 | 33 | 85 | 17 |

Poznámky:
- Z = Odehrané zápasy; V = Vítězství; R = Remízy; P = Prohry; VG = Vstřelené góly; OG = Obdržené góly; B = Body; (S) = Mužstvo sestoupivší z vyšší soutěže; (N) = Mužstvo postoupivší z nižší soutěže (nováček)

|  | Postup do III. třídy okresu Chomutov 2004/2005 |